# Federazione pallavolistica della Corea del Sud
La Federazione sudcoreana di pallavolo (eng. Korea Volleyball Federation, kor. 한국배구연맹, KOVO) è un'organizzazione fondata nel 2004 per governare la pratica della pallavolo in Corea del Sud.
Organizza il campionato maschile e femminile, e pone sotto la propria egida la nazionale maschile e femminile.
Ha aderito alla FIVB nel 1959.